# Lista de prefeitos de Querência
Esta é a lista de prefeitos do município de Querência, estado brasileiro do Mato Grosso.
| Nº | Prefeito                                                  | Imagem                  | Partido                                          | Vice-Prefeito              | Início do mandato      | Fim do mandato                           | Observações                                                        |
| 1  | Denir Perin                                               |                         | Partido do Movimento Democrático Brasileiro PMDB | Darci Tosati (PMDB)        | 1° de janeiro de 1993  | 31 de dezembro de 1996                   | Primeiro prefeito de Querência a ser eleito em sufrágio universal. |
| 2  | Hélio Vitorino Silva                                      |                         | Partido do Movimento Democrático Brasileiro PMDB | Osmar de Jesus Lopes       | 1° de janeiro de 1997  | 31 de dezembro de 2000                   | Prefeito eleito em sufrágio universal.                             |
| 3  | Denir Perin                                               |                         | Partido do Movimento Democrático Brasileiro PMDB | César Mendes               | 1° de janeiro de 2001  | 31 de dezembro de 2004                   | Prefeito eleito em sufrágio universal.                             |
| 4  | Fernando Görgen (Marechal Cândido Rondon-PR, 21.02.1967–) |                         | Partido Popular Socialista PPS                   | Elvon Severino Leão (PMDB) | 1° de janeiro de 2005  | 31 de dezembro de 2008                   | Prefeito eleito em sufrágio universal.                             |
| 4  | Fernando Görgen (Marechal Cândido Rondon-PR, 21.02.1967–) | Partido da República PR | João Carlos Pizzi (PP)                           | 1° de janeiro de 2009      | 31 de dezembro de 2012 | Prefeito reeleito em sufrágio universal. |                                                                    |
| 5  | Gilmar Reinoldo Wentz (Victor Graeff-RS, 15.07.1966–)     |                         | Partido do Movimento Democrático Brasileiro PMDB | Luzimar Pereira Luz (PP)   | 1° de janeiro de 2013  | 31 de dezembro de 2016                   | Prefeito eleito em sufrágio universal.                             |
| 6  | Fernando Görgen (Marechal Cândido Rondon-PR, 21.02.1967–) |                         | Partido Socialista Brasileiro PSB                | João Carlos Pizzi (PSD)    | 1° de janeiro de 2017  | 31 de dezembro de 2020                   | Prefeito eleito em sufrágio universal.                             |
| 6  | Fernando Görgen (Marechal Cândido Rondon-PR, 21.02.1967–) |                         | Democratas DEM                                   | João Carlos Pizzi (PSD)    | 1° de janeiro de 2021  | 31 de dezembro de 2024                   | Prefeito reeleito em sufrágio universal.                           |
| 7  | Gilmar Reinoldo Wentz (Não-Me-Toque-RS, 15.07.1966–)      |                         | Partido Renovação Democrática PRD                | Dr. Kalil Jacob (PSB)      | 1° de janeiro de 2025  | Atualidade                               | Prefeito eleito em sufrágio universal.                             |